# Michael Collins (Astronom)
| (21684) Alinafiocca1                                     | 4. September 1999  |
| (32096) Puckett1                                         | 27. Mai 2000       |
| (32207) Mairepercy2                                      | 28. Juli 2000      |
| (32208) Johnpercy2                                       | 28. Juli 2000      |
| (40457) Williamkuhn1                                     | 4. September 1999  |
| (41450) Medkeff1                                         | 1. Juni 2000       |
| (51741) Davidixon1                                       | 24. Mai 2001       |
| (54362) Restitutum1                                      | 27. Mai 2000       |
| (54902) Close1                                           | 23. Juli 2001      |
| (61190) Johnschutt1                                      | 1. Juli 2000       |
| (62503) Tomcave1                                         | 30. September 2000 |
| (66479) Healy1                                           | 4. September 1999  |
| (68410) Nichols1                                         | 16. August 2001    |
| (70207) Davidunlap1                                      | 4. September 1999  |
| (81822) Jamesearley1                                     | 27. Mai 2000       |
| (108382) Karencilevitz1                                  | 18. Mai 2001       |
| 1 zusammen mit Minor White 2 zusammen mit Marissa Gahran |                    |

Michael Collins ist ein US-amerikanischer Astronom und Asteroidenentdecker.
Er arbeitete in der Softwareindustrie und widmete sich anschließend der Astronomie. Zwischen 1999 und 2002 entdeckte er zusammen mit Minor White und anderen Kollegen am Zeno Observatory (IAU-Code 727) in Edmond (Oklahoma) beziehungsweise am OCA-Anza Observatory (IAU-Code 643) insgesamt 41 Asteroiden.

## Quelle
- Lutz D. Schmadel: Dictionary of Minor Planet Names. 5th ed. Springer, Berlin 2003, ISBN 3-540-00238-3 (engl.) [Voransicht bei Google Book Search]